# Bionik
Bionik (engelska bionics) är tillämpningen av biologiska metoder och system som man hittar i naturen till studier och utformning (design) av ingenjörsvetenskapliga system och modern teknologi.[källa behövs]
Ordet bionic myntades av Jack E. Steele 1958, möjligtvis kommer det från det grekiska ordet βίον, bíon, uttalat [bi:on] ("bee-on"), som betyder 'enhet av liv' och suffixet -ic, som betyder 'lik' eller 'på sättet som', därmed 'livliknande'. En del ordböcker förklarar dock ordet som att det formats som ett teleskopord från biologi + elektronics. Det blev populariserat med 1970-talets TV-serier The Six Million Dollar Man och The Bionic Woman, vilka var inspirerade av Steeles arbete, och framtida människor som får supermänskliga krafter genom elektromekaniska implantat.